# آلبرت پاتر ویلس
 آلبرت پاتر ویلس (انگلیسی: Albert Potter Wills؛ زاده ۲۲ مارس ۱۸۷۳ درگذشته ۲۲ مارس ۱۹۳۷) یک فیزیک‌دان اهل ایالات متحده آمریکا بود.